# Emotion
„Emotion“ (на български: чувство, емоция) е двадесет и третият студиен албум на поп певицата Барбра Страйсънд, издаден през октомври 1984 г. от Колумбия Рекърдс. Албумът е сертифициран като платинен в САЩ от Асоциацията на звукозаписната индустрия на Америка и като златен във Великобритания от Британската звукозаписна индустрия.

## Продукция
Emotion е записан в единадесет студиа в Лос Анджелис и две в Ню Йорк с множество продуценти и композитори. Продуцираният от Джим Стайнман сингъл Left in the Dark е пилотният сингъл от албума, като достига 50-то място в Билборд Хот 100. Вторият сингъл от албума е Make No Mistake, He's Mine, дует с Ким Карнес, който се класира на 8-мо място в класацията Adult Contemporary и на 51-во място в Билборд Хот 100. Последният сингъл Emotion, с участието на Пойнтър Систърс като бекграунд вокали, е издаден и като удължен 12" ремикс.
В този албум Стрейзънд решава да експериментира, като заменя обичайните си блус и джаз изпълнения с мелодични балади и типични поп парчета. Продуценти са Стрейзънд, Ричърд Пери, Бил Куомо, Ким Карнес, Морис Уайт, Чарлз Копълмън, Джим Стейнмън, Алби Голтън и Ричърд Баскин. Продажбите започват слабо, но впоследствие в САЩ дискът достига златен, а след това и платинен статус.
„Emotion“ продава общо 2 300 000 копия в интернационален мащаб.

## Списък на песните
1. Emotion (4:58)
2. Make No Mistake He's Mine (дует с Ким Карнес) (4:10)
3. Time Machine (4:56)
4. Best I Could (4:21)
5. Left In The Dark (7:13)
6. Heart Don't Change My Mind (4:56)
7. When I Dream (4:31)
8. You're A Step In The Right Direction (3:54)
9. Clear Sailing (3:56)
10. Here We Are At Last (3:22)

## Сингли
- Left In The Dark:

САЩ Billboard Hot 100 #50 /
Великобритания #85 /
САЩ Billboard Adult Contemporary Chart #4
- Make No Mistake He's Mine (дует с Ким Карнес):

САЩ Billboard Hot 100 #51 /
Великобритания #92 /
САЩ BIllboard Adult Contemporary Chart #8
- Emotion:

САЩ Billboard Hot 100 #79 /
САЩ Billboard Adult Contemporary Chart #14

## Сертификация
| Класация           | Сертификация | Продажби  |
| ------------------ | ------------ | --------- |
| САЩ                | Платинен     | 1 000 000 |
| Австралия          | Платинен     | 70 000    |
| Канада             | Златен       | 50 000    |
| Холандия           | Златен       | 50 000    |
| Нова Зеландия      | Платинен     | 15 000    |
| Обединено Кралство | Платинен     | 100 000   |

## Невключени песни
Две песни, записани на студийните сесии, не са били включени в окончателния вариант на албума. Заглавията на песните са „How Do You Keep The Music Playing“ и „When The Lovin' Goes Out Of The Lovin“.